# ليساسفة (أولاد فريحة)
ليساسفة هي إحدى مشيخات المملكة المغربية، تتبع جغرافيا لإقليم سطات وإداريًا لأولاد فريحة. يقدر عدد سكانها بـ 14059 نسمة حسب الإحصاء الرسمي للسكان والسكنى لسنة 2004.